# Theridion miserum
Theridion miserum är en spindelart som beskrevs av Tamerlan Thorell 1898. Theridion miserum ingår i släktet Theridion och familjen klotspindlar.
Artens utbredningsområde är Myanmar. Inga underarter finns listade i Catalogue of Life.